# Katrina Jade
Katrina Jade (California, 31 ottobre 1991) è un'attrice pornografica statunitense.

## Biografia
Nata nel sud della California è cresciuta nel deserto del Mojave da una famiglia di origini olandesi, tedesche, irlandesi, italiane, native americano, hawaiane e messicane ha inizialmente lavorato come parrucchiera e tecnico delle unghie. Dopo aver conosciuto su Instagram il marito Nigel Dictator, un fotografo, si è poi trasferita verso nord prima di tornare a Los Angeles e iniziare la sua carriera nell'industria pornografica nel 2014 a 24 anni.
Dopo essersi candidata sul portale Kink.com ha iniziato a girare scene per adulti con lo pseudonimo di Katrina Jade, scelto insieme al marito. La sua prima scena è stata in un episodio della serie lesbica Whipped Ass, ma lavora indifferentemente con uomini e donne.
Oltre al seno naturale, ha cinque piercing (ai capezzoli, all'ombelico e al cappuccio del clitoride) e quattro tatuaggi (una ragnatela sulla guancia superiore sinistra, delle rose rosse, delle foglie e dei teschi sul braccio sinistro, al braccio e alla mano sinistra e le scritte "Daddy's Girl" sul pube e "Slut" sulla natica sinistra). Per queste sue caratteristiche, oltre ad essere considerata una modella fetish, viene spesso scelta per girare scene pornografiche "alternative" o che prevedono la presenza di attrici con grandi seni. Nel 2014 ha partecipato alla prima edizione di "DP Star" di Digital Playground, dove, pur avendo superato la fase iniziale non ha raggiunto la finale, e nel 2018 alla terza edizione di Brazzers House.
Come attrice ha preso parte a oltre 550 scene con le maggiori case di produzione quali Brazzers, Blacked, Jules Jordan Video, New Sensation, Elegant Angel, Deeper, Digital Playground e molte altre. Ha, inoltre, ottenuto 3 AVN e 5 XBIZ Awards.

## Vita privata
Dal 2013 è sposata con il fotografo Nigel Dictator.

## Premi e riconoscimenti
AVN Awards
- 2017 - Best Group Sex Scene per Orgy Masters 8 con Jojo Kiss, Casey Calvert, Goldie Rush, Keisha Grey, Prince Yahshua, Lexington Steele e Rico Strong[12]
- 2018 - Best Girl/Girl Sex Scene per I am Katrina con Kissa Sins[13]
- 2020 - Best All Girl Group Sex Scene per I Am Riley con Riley Reid e Angela White[14]

XBIZ Awards
- 2017 - Female Performer of the Year[15]
- 2017 - Best Sex Scene - Couples-Themed Release per The Switch con Xander Corvus[15]
- 2018 - Best Sex Scene - Vignette Release per Sacrosanct con Charles Dera, Nigel Dictator e Tommy Gunn[16]
- 2018 - Performer Showcase of the Year per I Am Katrina[16]
- 2022 - Best Sex Scene - Gonzo per Disciples of Desires 2: Thrill Seekers con Rob Piper[17]